# 菅谷明子
菅谷 明子（すがや あきこ、1963年 - ）は、米国ボストンを拠点として活動する日本のジャーナリスト。メディア、コミュニケーション、ジャーナリズム、知的ネットワークやコミュニティのあり方などを専門とする。北海道出身。

## 略歴
米ニュース雑誌「ニューズウィーク」日本版スタッフ、経済産業研究所（RIETI）研究員などを経て、現職。また、東京大学、早稲田大学、武蔵野美術大学などで非常勤講師も務める。
2011年 - 12年、ハーバード大学ニーマンジャーナリズム財団ニーマンフェロー（特別研究員）として、ソーシャルメディア時代のジャーナリズム、小説における表現の可能性などについて研究を行う。
2014年、ハーバード大学ニーマンジャーナリズム財団役員に就任。

### 学歴
- コロンビア大学大学院修士課程修了
- 東京大学大学院学際情報学府博士課程満期退学

## 著書
- 『メディア・リテラシー - 世界の現場から』（岩波書店、2000年）
- 『未来をつくる図書館 - ニューヨークからの報告』（岩波書店、2003年）